# Иън Флеминг
Вижте пояснителната страница за други личности с името Иън Флеминг.
Ѝън Ланкастър Флеминг (на английски: Ian Lancaster Fleming, накратко Иън Флеминг, известен в България като Ян Флеминг), е английски писател.
Автор е на поредица книги за британския разузнавач Джеймс Бонд. Написва за него 12 новели и 9 разказа. Също така е написал разказа за деца „Чити Чити Банг Банг: Магическата кола“ и няколко публицистични книги.

## Ранни години
Роден е в Мейфеър, Лондон в семейството на члена на парламента Валънтайн Флеминг и жена му Евелин Сейнт Кроа Роуз. Той е по-малък брат на автора на пътеписи Питър Флеминг, по-голям брат на Майкъл и Ричард Флеминг и полубрат на виолончелистката Амарилис Флеминг. Внук е на шотландския финансист Робърт Флеминг, създател на Шотландско-американския инвестиционен тръст и на търговската банка Robert Fleming & Co. (част от JP Morgan Chase от 2000 г.) Братовчед е на актьора Кристофър Лий и девер на актрисата лейди Селия Джонсън (жена на брат му Питър), както и прачичо на композитора Алън Флеминг-Беърд. Неговият племенник Матю Флеминг е играч на крикет.
Флеминг учи в начално училище на остров Пърбък, Дорсет, близо до имението на семейство Бонд, чието мото е Светът не е достатъчен. Продължава учението си в Бъркшър – в Итънския колеж и Кралската военна академия Сандхърст. В Итън 2 години подред печели званието най-добър спортист Victor Ludorum, което преди това се било случвало само веднъж.
След като преждевременно напуска Сандхърст, който не му допада, майка му го изпраща да учи езици в континентална Европа. Първо учи немски език в Кицбюел, Австрия, после в Мюнхенския университет и накрая в Женевския университет, подобрявайки там и своя френски език. Кандидатства във Форин Офис, но се проваля на изпитите. Започва работа като журналист в „Ройтерс“. През 1933 година работи като пратеник на „Ройтерс“ в Москва, а по-късно става брокер. От 1944 и до смъртта си през 1964 година е член на Boodle's – джентълменски клуб на Сейнт Джеймс Стрийт в Лондон.
През 1952 година се жени в Ямайка за аристократката Ан Картрис, бивша втора жена на втория виконт Ротмар и вдовица на третия барон О'Нийл. Кумува му драматургът Ноел Кауърд.

## Втора световна война
През 1939 г., в навечерието на Втората световна война, шефът на военноморското разузнаване контраадмирал Джон Годфри привлича Флеминг за свой личен помощник. Иън прави кариера последователно като лейтенант, подпоручик, поручик. Кодовото му име е 17F.
Работата му в разузнаването е увлекателна. През 1940 година Флеминг и Годфри поръчват на Кенет Мейсън, професор по география в Оксфорд, да напише доклади за географията на страните, участващи във военните действия. Тези доклади поставят началото на томовете на Naval Intelligence Division Geographical Handbook Series между 1941 и 1946 г.
Флеминг е автор на хитър план за симулиране на авария на германски самолет в Ламанша, при което английски войници ще се представят за търпящи бедствие пилоти от Луфтвафе с идеята да завладеят германската подводница, която евентуално ще им се притече на помощ и така да се доберат до кодовата книга на шифровъчната машина „Енигма“. Планираната акция обаче не се осъществява, за голямо съжаление на Алън Тюринг и сътрудниците му в Блечли парк.
Той привлича окултиста Алистър Кроули да участва в план, в който да свържат Рудолф Хес с фалшиви участници в уж нелегално движение против Уинстън Чърчил. Но и този план не се осъществява, защото Хес междувременно заминава за Шотландия в опит да уговори мир тайно от Хитлер. В книгата „The Man Who Was M: The Life of Charles Henry Maxwell Knight“ на Антъни Мастърс се твърди, че именно Флеминг успява да убеди Хес да замине за Шотландия и да преговаря за сепаративен мир с Чърчил, което завършва със залавянето на Хес, но никакви други източници не подкрепят същата теза.
Флеминг е автор на операция „Златно око“ – план за поддържане на комуникацията с Гибралтар, в случай че Испания влезе във войната на страната на Оста и атакува средиземноморската колония на Великобритания.

### Щурмови отряд 30
През 1944 година Флеминг участва в командването на специализиран отряд от командоси, известен като Щурмови отряд 30 (30 Assault Unit, 30AU или 30 Commando). Въпреки че не той основава звеното, нито е негов полеви командир, той е този, който планира действията му. Като офицер от морското разузнаване (Naval Intelligence Division, NID), Флеминг знае приблизително с каква информация и въоръжение разполага врагът и къде са разположени. Той уточнява „скалповете“, които ще са му необходими, и изпраща за тях своите „индианци“, както нарича командосите.
Щурмови отряд 30 обединява екипи от тренирани командоси, специализирани в щурмуването на вражески щабквартири и набавянето на документи и образци от въоръжението на врага с потенциално значение за разузнаването, които обикновените войници от Съюзническите сили, а дори и командоси без специално обучение, могли да пренебрегнат или дори да унищожат. Щурмоваците умеят да отварят с шперц на ключалки и сейфове, да водят бой с голи ръце и владеят и други по-общи техники и умения за събиране на разузнавателен материал. В отряда участвали някои от най-способните командоси.
Организационно отрядът не функционирал отделно, а екипите му се присъединяват към някоя военна част, настъпваща към врага. Вече достигнали целта, щурмоваците били обучени и екипирани да си проправят сами пътя към щабовете и бързо да се снабдяват с необходимото, преди врагът сам да го разруши при отстъплението. Разчитали на изненадата, издръжливостта и безпощадността си. Преди Десанта в Нормандия Флеминг има само косвен контакт с щурмовия отряд, тъй като повечето военни действия са по Средиземноморието. Въпреки това, благодарение на успехите си в Сицилия и Италия, щурмоваците (чиято база е Marine Hotel Littlehampton в Западен Съсекс, днес обществена сграда и домакин на годишната сбирка на ветераните от Щурмови отряд 30) си спечелват особеното доверие на морското разузнаване. Осъзнали мащаба на постиженията и потенциала, от разузнаването предоставят нужната подкрепа и съставът му е разширен. Поставят му се и преки задачи: да бъдат иззети от врага конкретни предмети и документи. Флеминг е човекът, който издава тези конкретни заповеди.
По време на Операция Овърлорд, и по-специално след Битката за Шербур, Флеминг посещава Щурмови отряд 30 на бойното поле. Установява, че вместо да действат като специални разузнавачи, командосите некоректно са използвани като бойци в бойните действия. Това води до излишни жертви и излага на риск изпълнението на основната им задача. След намесата му командването ревизира отношението си.

## Писателска кариера
Работата му през войната дава съвсем естествено идеите за неговите шпионски новели. Първата си творба „Казино Роял“ публикува през 1953 г. Тя разказва за тайния агент Джеймс Бонд, по-известен с кодовото си име 007. В тази книга негов противник е съветски шпионин, чието кодово име е Ле Шифр. Двамата играят бакара в „Казино Роял“ и на Бонд му се удава да победи противника си. Но Ле Шифр спира да играе по правилата и примамва Бонд в капан с красива девойка. А от този капан няма изход. Книгата е филмирана 2 пъти – веднъж през 1968 г. с Дейвид Нивън в ролята на Бонд и друг път с Даниъл Крейг в ролята на Бонд през 2006 г.
След това Иън Флеминг пише още 13 книги със същия главен герой: „Живей, а другите да умрат“, „Муунрейкър“, „Диамантите са вечни“, „От Русия с любов“, „Доктор Но“, „Голдфингър“, „Само за твоите очи“, „Тъндърбол“, „Шпионинът, който ме обичаше“, „В тайна служба на Нейно величество“, „Човек живее само два пъти“, „Мъжът със златния пистолет“ и „Октопуси и живите светлини“. Продажбите рязко скачат, след като Джон Кенеди поставя „От Русия с любов“ в списъка на най-добрите книги, които е чел.
В края на 1950-те, след финансовия успех на книгите за Джеймс Бонд, Флеминг се премества да живее в имението Златно око в Сейнт Мери, Ямайка. Има много версии, обясняващи името на имота. Една от най-известните е, че името е взето от операция „Златно око“ от Втората световна война, в която самият Флеминг е взел участие. Друг възможен източник е „Отражения в златисто око“ (1941) – книга на Карсън Маккалърс, която Флеминг много харесвал. Местността наоколо се наричала Оракабеса, което в превод от испански значи „Златна глава“, а разположен в имението испански гроб прилича на око. А друга версия е, че всичко това заедно е накарало писателя да нарече имението си по този начин. Днес имението е в центъра на едноименен скъп курорт.
Флеминг, освен книгите за Бонд, е написал и детската книга „Чити Чити Банг Банг: Магическата кола“, като и нехудожествените книги „Трептящи градове“ и „Контрабанда на диаманти“.

## Късни години и смърт
| „           | Аз винаги много съм пушил, пил и обичал. Всъщност съм живял не твърде дълго, но прекалено активно. Един ден Железният рак ще ме отнесе. Тогава ще съм умрял от прекалено много живот. | “ |
| Иън Флеминг | |   |

Флеминг бил библиофил и притежавал огромна библиотека с книги, които според него „са дали начало на нещо“ и затова са важни за цивилизацията. Той особено се интересувал от наука и харесвал научни книги като Произход на видовете, но четял книги и на друга тематика като Моята борба и Скаутство за момчета. 6000 от книгите си той дарява на Библиотеката на лилията на университета Блумингтън, Индиана, САЩ.
Флеминг е страстен пушач и пие много. През 1961 г. получава инфаркт. Следва втори инфаркт на 12 август 1964 и писателят умира. Погребан е в църквата в Севънхамптън, малко селце в Англия близо до Суиндъм. След смъртта на вдовицата му Ан Джералдин Мери Флеминг (1913 – 1981) и сина му Каспар Робърт Флеминг (1952 – 1975) те също са погребани там. Каспар се самоубива със свръхдоза наркотици.
По случай 100-годишнината от рождението на писателя през май 2008 г. Ian Fleming Publications е публикуван романът „Дяволът не обича да чака“ на Себастиан Фолкс. На корицата пише „Себастиан Фолкс, пишещ като Иън Флеминг“.

## Избрана библиография

### Книги за Джеймс Бонд
| Номер | Заглавие                                                                             | Година | Ред на филмовите адаптации |
| ----- | ------------------------------------------------------------------------------------ | ------ | -------------------------- |
| 1     | „Казино Роял“ (на английски: Casino Royale)                                          | 1953   | 21                         |
| 2     | „Живей, а другите да умрат“ (на английски: Live and Let Die)                         | 1954   | 8                          |
| 3     | „Муунрейкър“ (на английски: Moonraker)                                               | 1955   | 11                         |
| 4     | „Диамантите са вечни“ (на английски: Diamonds Are Forever)                           | 1956   | 7                          |
| 5     | „От Русия с любов“ (на английски: From Russia with Love)                             | 1957   | 2                          |
| 6     | „Доктор Но“ (на английски: Dr. No)                                                   | 1958   | 1                          |
| 7     | „Голдфингър“ (на английски: Goldfinger)                                              | 1959   | 3                          |
| 8     | „Само за твоите очи“ (на английски: For Your Eyes Only)                              | 1960   | 12, 14, 22                 |
| 9     | "Операция „Мълния“ (на английски: Thunderball)                                       | 1961   | 4                          |
| 10    | „Шпионинът, който ме обичаше“ (на английски: The Spy Who Loved Me)                   | 1962   | 10                         |
| 11    | „В тайна служба на Нейно величество“ (на английски: On Her Majesty's Secret Service) | 1963   | 6                          |
| 12    | „Човек живее само два пъти“ (на английски: You Only Live Twice)                      | 1964   | 5                          |
| 13    | „Мъжът със златния пистолет“ (на английски: The Man with the Golden Gun)             | 1965   | 9                          |
| 14    | „Октопуси и живите светлини“ (на английски: Octopussy and The Living Daylights)      | 1966   | 13, 15                     |

Поредицата е продължена от различни други автори.

### Детска литература
- Чити Чити Банг Банг: Магическата кола (1964)

### Нехудожествени книги
- Контрабанда на диаманти (1957)
- Трептящи градове (1963, в американските издания понякога съдържа късия разказ „007 в Ню Йорк“)

### Незавършени или непубликувани книги
- Флеминг има бележник, където са описани неговите идеи за нови книги на тема Джеймс Бонд. Там са открити части от къси разкази и новели за Бонд, които никога не са публикувани. Някои от тях могат да се открият в книгата на Джон Пиърсън Животът на Иън Флеминг.[26]
- Писателят Джефри Дженкинс работи заедно с Флеминг по идеята за Бонд между 1957 и 1964. По-късно, през 1967 той написва по тази тема още една книга За чиста унция, но тя никога не е публикувана. Идеята за нея е била на Флеминг.
- През 1960 Кувейтската петролна компания възлага на Флеминг да напише книга за страната и нейната петролна индустрия. Книгата била озаглавена Място на вълнението: Впечатления от Кувейт, но никога не е публикувана поради неодобрението на кувейтското правителство.[27]

## Биографии
- Хенри Зелгър, Иън Флеминг: Шпионинът, който влезе със златото (Ню Йорк, 1965)
- Елинор и Денис Пълрин, Иън Флеминг: Мъжът със златния химикал (Торонто, 1966)
- Джон Пиърсън, Животът на Иън Флеминг (Лондон, 1966)
- Ричард Гант, Иън Флеминг: Мъжът със златния химикал (Лондон, 1966)
- Айвър Брайс. Човек живее само един път: Спомени от Иън Флеминг (Лондон, 1975)
- Брус А. Розънбърг и Ан Харлман Стюарт, Иън Флеминг (Бостън, 1989)
- Доналд Маккормик, 17F: Животът на Иън Флеминг (Лондон, 1993)
- Андрю Лайсет, Иън Флеминг (Лондон, 1995)

## Биографични филми
- Златно око: Тайният живот на Иън Флеминг, 1989. ТВ филм с участието на Чарлз Денс като Флеминг. Фокусира се върху живота му през Втората световна война, любовта му и написването на книгите за Джеймс Бонд.
- Създател на шпиони: Тайният живот на Иън Флеминг, 1990. ТВ филм с участието на Джейсън Конъри (син на Шон Конъри) в ролята на писателя. Фокусира се върху военната кариера на Флеминг.
- Иън Флеминг: Създателят на Джеймс Бонд, 2005. ТВ филм на компанията Wall to Wall, за първи път показан по BBC през август 2005. Носителя на наградата Лорънс Оливие Бен Дейниълс играе Иън Флеминг.[28]
- Иън Флеминг: Където започна Бонд, 2008. Документален филм за живота на писателя, за първи път излъчен по BBC на 20 октомври 2008. Създател е Джоана Лъмни.